# Gábor Zavadszky
Gábor Zavadszky (Budapest, Hungría, 10 de septiembre de 1974) y fallecido el 7 de enero de 2006, futbolista húngaro. Jugó de volante y su último equipo fue el Apollon Limassol de la Primera División de Chipre.

## Selección nacional
Fue internacional con la Selección de fútbol de Hungría, jugó 4 partidos internacionales.

## Clubes
| Club               | País    | Año       |
| ------------------ | ------- | --------- |
| Dunaújváros FC     | Hungría | 2001      |
| MTK Budapest       | Hungría | 2001-2004 |
| Ferencváros        | Hungría | 2004      |
| Apollon Limassol † | Chipre  | 2005-2006 |

- Datos: Q614324